# 후쿠마촌
후쿠마촌(服間村)은 후쿠이현 이마다테군에 있던 촌이다. 현재의 에치젠시 북동단에 해당한다.

## 역사
- 1889년 4월 1일 - 정촌제 시행에 의해 22개 촌의 구역을 가지고 성립하였다.
- 1927년 2월 10일 - 폭설로 인해 무로다니 지역에서 눈사태가 발생. 민가 2채를 짓밟아 사망자 및 실종자 3명이 발생하였다.
- 1955년 3월 31일 - 아와타베정, 미나미나카야마촌과 합병해 새로운 아와타베정이 성립하여, 동일 후쿠마촌은 폐지되었다.

## 참고문헌
- 大日本篤農家名鑑編纂所編『大日本篤農家名鑑』大日本篤農家名鑑編纂所、1910年。
- 『角川日本地名大辞典 18 福井県』。